# Fratelli tutti
Fratelli tutti (wł. Wszyscy bracia) – trzecia encyklika papieża Franciszka, poświęcona tematom braterstwa i przyjaźni społecznej, podpisana 3 października 2020 w Asyżu. Tekst encykliki został ogłoszony 4 października 2020 (tj. w dniu, w którym Kościół katolicki wspomina św. Franciszka z Asyżu).